# Амара (озеро)
Озеро Амара (рум. Lacul Amara) утворилося в прогині земної кори. Знаходиться поблизу міста Амара округу Яломіца Румунія.

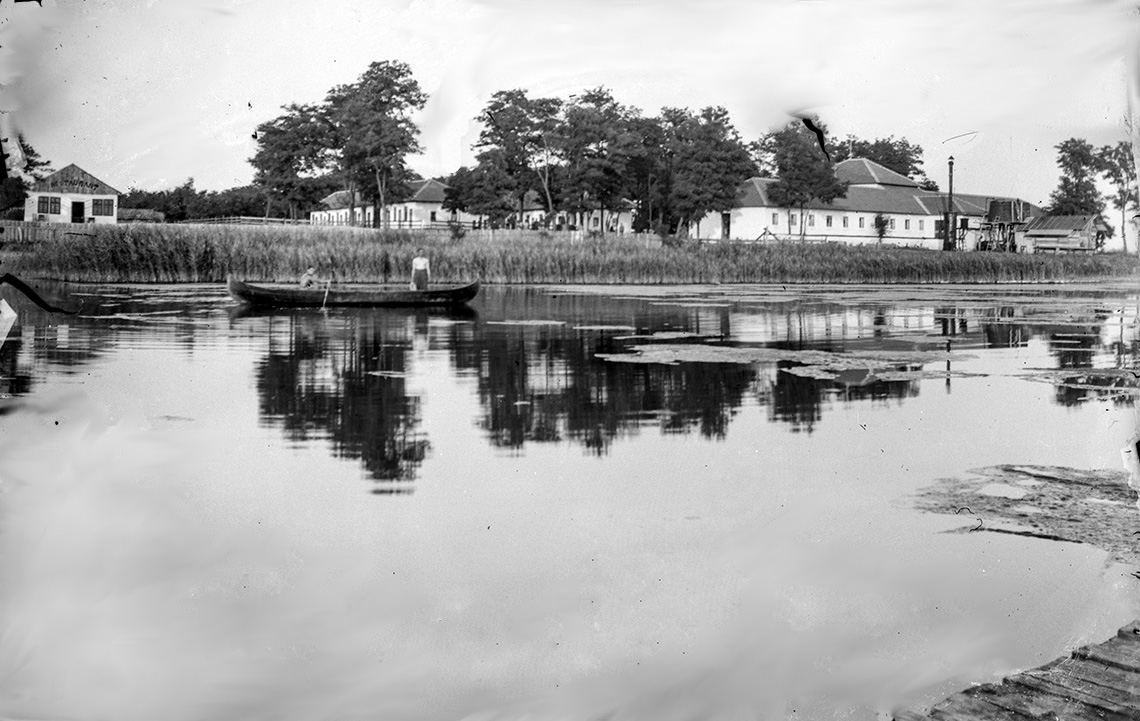
Фото Озера Амара, зроблене в 1930-1940-х роках.

Площа озерної поверхні становить 132 га, об'єм води 2 600 000 метрів кубічних, довжина 4 км, ширина від 200 до 800 м, максимальна глибина 3 м. Озеро розташоване в депресії, яка не має жодних зв'язків з річкою Яломіца. Через відсутність постійного надходження прісної води і випаровування, викликаного сухим кліматом, концентрація солей в озері досить висока. Озерна вода багата сульфатними солями, бікарбонатом, хлоридами, йодидами, бромідами та солями магнію, що призвело до утворення лікувальної грязі, яка використовується для лікування різних захворювань. Загальна мінеральна концентрація солей становить близько 9,8 г/л. Сапропелеві грязі містять близько 40 % органічних і 41 % мінеральних речовин. Грязелікування рекомендується людям з ураженнями опорно-рухового апарату, гінекологічними ураженнями (безплідність) та дерматологічними захворюваннями всіх типів. Грязеві процедури не рекомендуються людям із серцево-судинними захворюваннями, хворобою Грейвса, астмою та інфекційними захворюваннями.
Курорт Амара, що розташований на березі озера має близько 2 000 місць проживання в трьох готелях. Готель Лебада має 507 номерів — найбільший на курорті і один з найбільших готелів країни.